# Боаси л’Ајери
Боаси л’Ајери (фр. Boissy-l'Aillerie) је насељено место у Француској у региону Париски регион, у департману Долина Оазе.
По подацима из 2011. године у општини је живело 1769 становника, а густина насељености је износила 270,9 становника/km².

## Демографија
| 1962. | 1968. | 1975. | 1982. | 1990. | 2011. |
| ----- | ----- | ----- | ----- | ----- | ----- |
| 889   | 991   | 1.091 | 1.237 | 1.659 | 1.769 |